# Биой (річка)
Річка Биой (Грейпфрутова) (в'єт. Sông Bưởi), також відома як річка Шой (в'єт. Sông Sòi), є притокою річки Ма, що протікає на півночі В'єтнаму.

## Географія
Річка має два рукави, майже однакові по своїм географічним характеристикам, — головний і другорядний. Від свого витоку до місця злиття з основним рукавом (20°27′21″ пн. ш. 105°26′52″ сх. д. / 20.455938° пн. ш. 105.447884° сх. д.) течуть у південно-східному напрямку і майже паралельно один одному, мають схожі площі басейнів і водосток. Обидві ці притоки розташовані на південь від озера Хоабінь, а їхнє джерело знаходиться приблизно в 7-10 км від цього озера.
Потім річка зливається з третім відгалуженням на лівому березі і продовжує текти через район Лакшон західніше національного парку Кукфионг. Збирає великий об'єм води з високогір'я Котка висотою понад 1000 м і східних гір. на південь від району Лакшон, в рази збільшуючи свій об'єм. Далі змінює напрямок на і йде на південь зигзагом, щоб нарешті впасти в річку Ма у провінції Тханьхоа. Має загальну протяжність 130 км; площа басейну 1790 км², середня висота 247 м, середній похил 12,2 %, густота річок і струмків 0,59 км/км². Загальний об'єм води становить 1,65 км³, що відповідає середньому стоку 52,2 м³/с і річному стоку 27,7 л/с.км². Паводковий сезон з червня по жовтень, 80,4 % річного об'єму води, максимум у вересні-жовтні (27,9 % річного стоку).